# Полосатая усатая кошачья акула
Полосатая усатая кошачья акула, или полосатая африканская кошачья акула (лат. Poroderma africanum) — вид рода усатых кошачьих акул (Poroderma) семейства кошачьих акул (Scyliorhinidae). Является эндемиком прибрежных вод Южной Африки. Этих распространённых донных акул можно найти от приливной зоны до глубины около 100 м на скалистых рифах и в зарослях водорослей. Их тело покрыто широкими параллельными тёмными полосами, которые делают её внешний вид легко узнаваемым. У них короткая голова, на морде имеется пара тонких усиков, которые не доходят до рта. Спинные плавники сильно сдвинуты к хвосту. Максимальная длина 1,1 м.
Полосатые усатые кошачьи акулы ведут ночной образ жизни и большую часть дня лежат неподвижно, скрывшись в пещере, расщелине или среди водорослей. Они часто образуют группы, особенно в летний период. Этот вид является приспосабливающимся хищником, который питается разнообразными рыбами и беспозвоночными. Эти акулы предпочитают головоногих моллюсков и охотятся в местах нереста кальмара Loligo vulgaris reynaudi. В случае опасности они сворачиваются кольцом и прикрывают хвостом голову. Размножаются, откладывая яйца, заключённые в капсулу. Эти небольшие и безвредные акулы хорошо приспосабливаются к неволе, их часто содержат в публичных аквариумах. Они регулярно попадаются в качестве прилова при коммерческом и кустарном промысле. Многие акулы погибают, поскольку рыбаки считают их вредителями. Хотя нет никаких данных, было сделано предположение, что численность популяции снизилась. Международный союз охраны природы (МСОП) оценил охранный статус вида как «Близкий к уязвимому положению» из-за увеличения добычи акул и ограниченности их ареала.

## Таксономия
Полосатая усатая кошачья акула впервые была описана как Squalus africanus немецким натуралистом Иоганном Фридрихом Гмелином в 1789 году в тринадцатом издании «Systema Naturae». Голотип назначен не был. В 1837 году шотландский врач и зоолог Эндрю Смит создал для классификации этого вида, а также леопардовой усатой кошачьей акулы ( Poroderma pantherinum), который в то время считался несколькими видами, новый род Poroderma. В 1908 году американским зоологом Генрихом Уидом Фаулером был назначен типовой образец полосатой усатой кошачьей акулы.

## Ареал и среда обитания
Полосатые усатые кошачьи акулы — это донные рыбы, обитающие в умеренных прибрежных водах Южной Африки, от Столовой бухты, Кейптаун, до Ист-Лондона. Они наиболее распространены у берегов Западно-Капской провинции, а также заплывают на запад до Салданья-Бей и на восток до провинции Квазулу-Наталь. Ранние записи, которые свидетельствуют об их присутствии у берегов Маврикия, Мадагаскара и Заира, почти наверняка являются ошибочными. Обычно эти акулы встречаются на мелководье в прибрежных водах на глубине не более 5 м, хотя и в окрестностях залива Альгоа они опускаются на глубину до 50—100 м. Они предпочитают держаться у скалистых рифов и в зарослях водорослей Ecklonia.

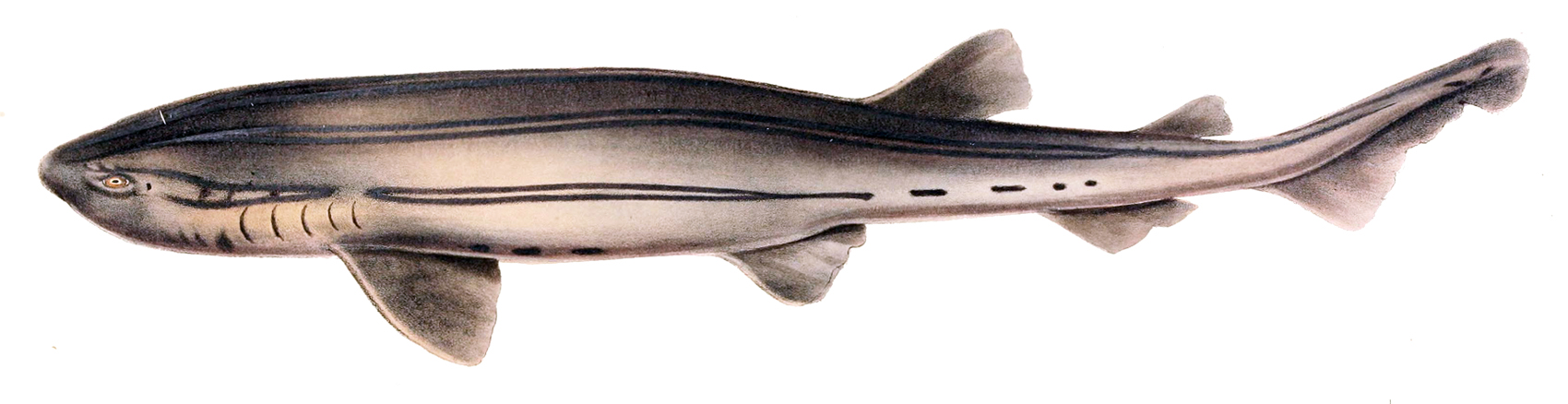
Изображение полосатой усатой кошачьей акулы в «Illustrations of the Zoology of South Africa» (1838).

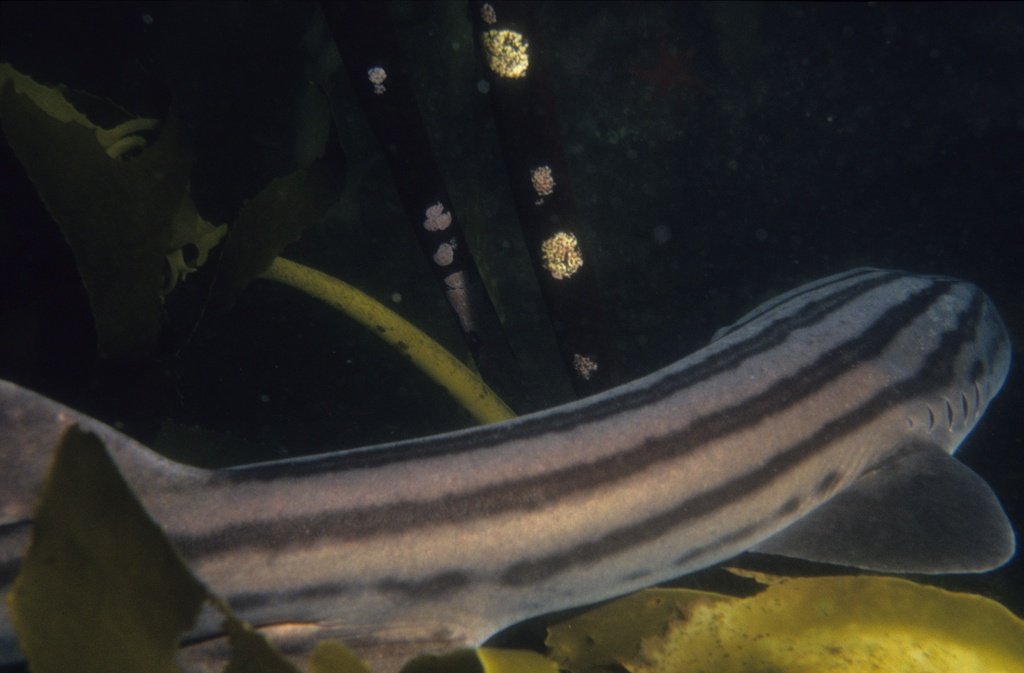
Характерные полосы, покрывающие спину полосатой усатой кошачьей акулы.

## Описание
Полосатая усатая кошачья акула крупнее и коренастее леопардовой усатой кошачьей акулы, максимальная зарегистрированная длина составляет 1,1 м, а вес — 7,9 кг. Максимальный размер самцов и самок примерно равен. У этих акул короткая и слегка приплюснутая голова и морда. Каждая ноздря разделена на небольшие входящие и выходящие отверстия лоскутами кожи в форме трёх лопастей, центральная доля которых формирует длинные, конические усы. У полосатой усатой кошачьей акулы усики толще, чем у леопардовой, и не доходят до рта. Овальные глаза вытянуты по горизонтали, расположены довольно высоко на голове и оснащены с рудиментарными мигательными мембранами. Под глазами имеется выступающий хребет. Крупный рот образует широкую дугу с коротким бороздами по углам. Верхние зубы видны, даже когда рот закрыт. Во рту имеются 18—25 и 14—24 зубных рядов с каждой стороны верхней и нижней челюсти, соответственно. Каждый зуб оснащён узким центральным остриём и двумя небольшими латеральными зубцами. Центральное остриё у взрослых самцов немного толще, чем у самок.
Тело сжато по бокам и сужается к хвосту. Два спинных плавника сдвинуты к хвосту. Основание первого спинного плавника расположено позади брюшных плавников, а основание второго — над серединой анального плавника. Первый спинной плавник гораздо больше второго. Грудные плавники большие и широкие. Брюшные плавники меньше грудных, но их основания примерно равны по длине. Взрослые самцы имеют пару коротких, толстых птеригоподий, внутренние края брюшных плавников частично срастаются, образуя над ними «фартук». Короткий и широкий хвостовой плавник имеет неявно выраженную нижнюю лопасть и вентральную выемку у кончика верхней лопасти. Кожа очень толстая, покрыта твёрдой плакоидной чешуёй. Каждая чешуйка имеет форму короновидной стрелки тремя каудальными зубцами. Спину покрывают 5—7 широких, параллельных тёмных полос, идущих от головы до хвостового стебля. Основной окрас сероватый или коричневатый. Около хвоста и живота полосы прерываются. У некоторых особей основная полоса по обе стороны может разделяться, огибая глаза. Брюхо бледное, иногда со светло-серыми отметинами. Молодые акулы похожи на взрослых, но могут иметь светлый фоновый окрас или более тёмные полосы. В Фолс бэй был обнаружен альбинос.

## Биология
Большую часть дня полосатые усатые кошачьи акулы отдыхают в пещерах, расщелинах или среди водорослей, а ночью активно охотятся. Они часто собираются группами, особенно в летнее время. Этот вид может стать жертвой более крупных акул, он составляет максимальную долю рациона плоскоголовых семижаберных акул ( Notorynchus cepedianus), в части составляемой хрящевыми рыбами. В случае опасности полосатые усатые кошачьи акулы сворачиваются в кольцо и прикрывают голову хвостом, подобно южноафриканским кошачьим акулам (Haploblepharus). Яйцами этих акул питаются брюхоногие моллюски Burnupena papyracea и  Burnupena lagenaria, которые протыкают внешнюю оболочку капсулы и высасывают желток. Подобно прочим акулам, полосатые усатые кошачьи акулы поддерживают осмотическое равновесие с окружающей средой путём регулирования внутренней концентрации мочевины и других азотистых выделений. Эксперименты показали, что способность акул к осморегуляции зависит от их рациона.
Рацион полосатых усатых кошачьих акул состоит из различных мелких животных, в том числе костистых рыб, таких как анчоус, морской петух, мерлуза, небольших акул и скатов, а также и их яиц, миксинообразных,  ракообразных, головоногих и многощетинковых червей. Известно, что этот вид поедает отбросы рыболовства. Хотя полосатые усатые кошачьи акулы предпочитают питаться головоногими моллюсками, рацион этих приспосабливающихся хищников в целом состоит из локально доступных видов добычи. Например, в Фолс бэй главным источником пищи является лангуст Jasus lalandii. Замечено, что эти акулы были обнаружены нападают на осьминогов и каракатиц и отрывают у них вращательным движением щупальца. Однажды три акулы одновременно атаковали таким образом осьминога. Во время массового нереста кальмара Loligo vulgaris reynaudi), пик которого приходится на период с октября по декабрь, полосатые усатые кошачьи акулы меняют свой ночной образ жизни и собираются в значительном количестве в дневное время в местах скопления кальмаров. Они погружают голову в массу отложенных яиц, а полосатый узор на спине маскирует контуры их тела. Когда самки кальмара в сопровождении самцов опускаются на морское дно, чтобы отложить яйца, на них из засады нападают акулы.

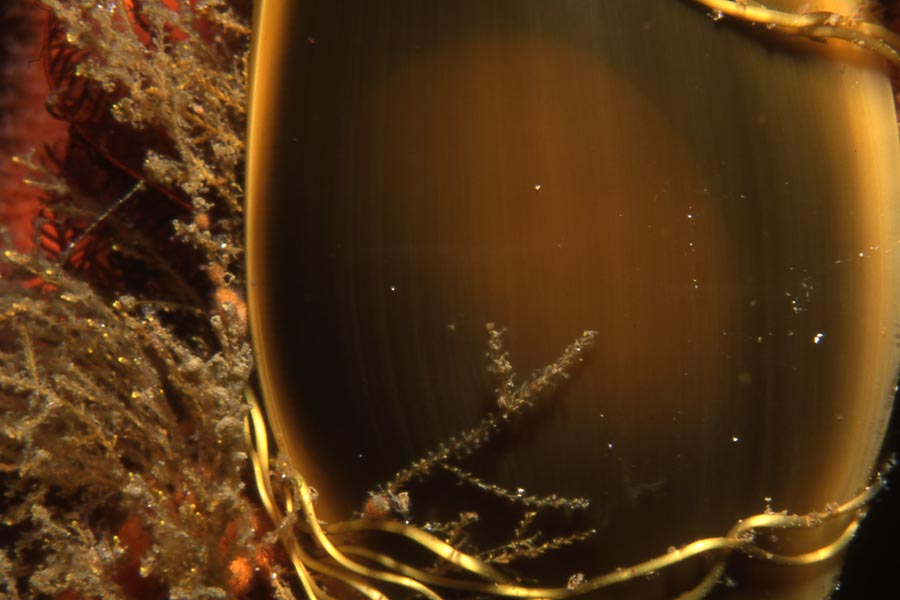
Капсула, в которую заключено яйцо полосатой усатой кошачьей акулы.

Этот вид размножается, откладывая яйца, заключённые в жёсткие тёмно-коричневые прямоугольные капсулы, которые укрепляются на дне. Репродукция не имеет сезонности и происходит круглогодично. У взрослых самкок один функциональный яичник и два функциональных яйцевода. Одновременно они откладывают по два яйца. Длина капсулы составляет 9,5 см, а ширина 4,5 см. По углам имеются длинные усики, которые служат для прикрепления к подводным объектам, таким как водоросли или горгонии. Из яиц акул, содержащихся в аквариумах, через пять с половиной месяцев вылупляются новорожденные длиной 14—15 см. Самцы и самки достигают половой зрелости при длине 78—81 см и 79—83 см, длина взрослых акул в среднем составляет 89 см.
На полосатых кошачьих акулах паразитируют нематоды Proleptus obtusus, веслоногие Achtheinus oblongus и Pandarus cranchii и равноногие Gnathia pantherina.

## Взаимодействие с человеком
Опасности для человека не представляет. Эти акулы пугливы и к ним трудно приблизиться под водой. Небольшие размеры, привлекательный вид и неприхотливость делают полосатую усатую кошачью акулу популярным объектом аквариумистики. Любительская добыча этих акул вызвана именно спросом у аквариумистов. В качестве прилова в большом количестве попадает в донные тралы, жаберные сети и т. д. Также этот вид вызывает интерес у спортивных рыболовов, особенно в летние месяцы, когда акулы собираются в большие стаи. Несмотря на то, что мясо этих акул съедобно, большую часть прилова выбрасывают за борт, хотя иногда их используют в качестве приманки в ловушках для лобстеров. Количество рыб, пойманных в качестве прилова недооценено, поскольку многие рыбаки, считают этих акул вредителями и убивают их перед тем, как выбросить за борт. Международный союз охраны природы оценил статус сохранности этого вида как «Близкий к уязвимому», учитывая их ограниченный ареал и увеличение интенсивности добычи небольших акул в этом регионе. Однако данных о сокращении популяции нет.